# Entrance

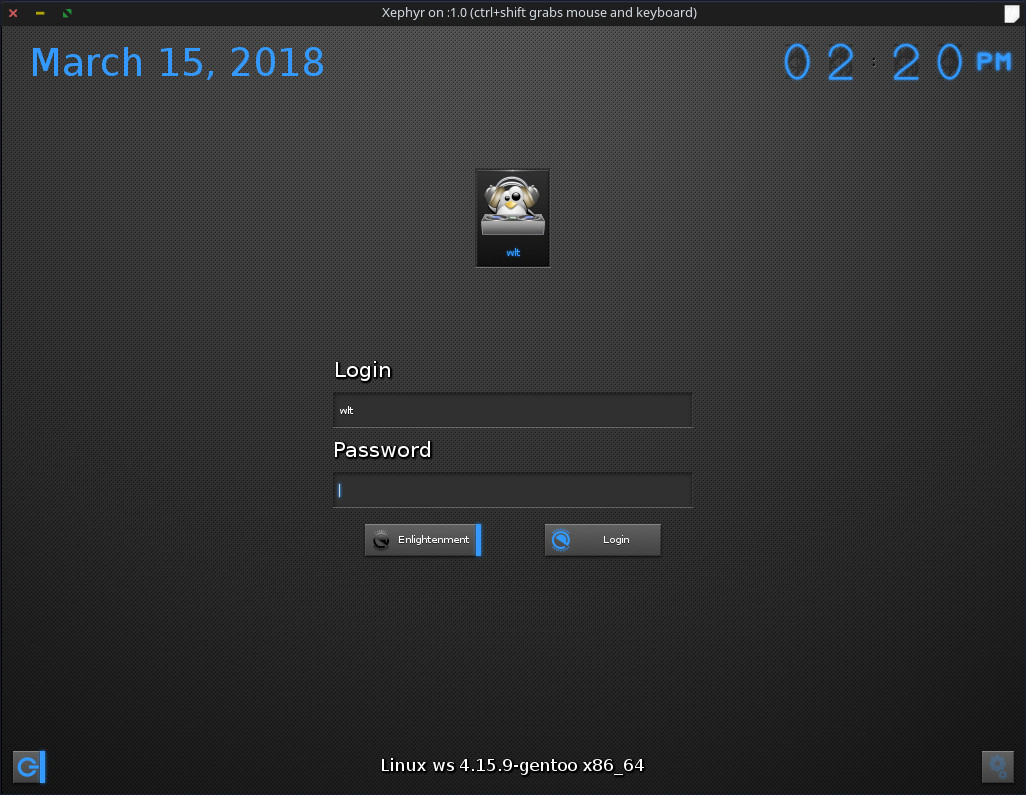
Menedżer logowania Entrance z domyślnym motywem

Entrance – graficzny menedżer logowania dla środowiska Enlightenment w wersji DR17, wykorzystujący Enlightenment Foundation Libraries, zestaw narzędzi graficznych napisany w języku C, co czyni go szybkim przy niskim zużyciu zasobów. Entrance obsługuje motywy, w czasie logowania potrafi wyświetlać animacje oraz inne efekty. Jest następcą programu Elogin.